# O Grove
O Grove (ortografia alternativa: Ogrobe) è un comune spagnolo di 11 039 abitanti situato nella comunità autonoma della Galizia.